# Carmine Abbagnale
Carmine Abbagnale (* 5. Januar 1962 in Pompei) ist ein ehemaliger italienischer Ruderer. Er gewann zwei olympische Goldmedaillen und war siebenfacher Weltmeister.

## Karriere
Carmine Abbagnale beherrschte zusammen mit seinem älteren Bruder Giuseppe Abbagnale und dem Steuermann Giuseppe Di Capua über ein Jahrzehnt lang die Wettbewerbe im Zweier mit Steuermann. Bei den Olympischen Spielen 1992 und bei der Weltmeisterschaft 1993 verloren die drei gegen das britische Brüderpaar Jonathan Searle und Greg Searle mit ihrem Steuermann Garry Herbert.
Neben Giuseppe und Carmine Abbagnale war auch der jüngste Bruder Agostino Abbagnale ein erfolgreicher Ruderer, der sogar drei olympische Goldmedaillen gewann. Während die beiden älteren Brüder immer im Riemenboot saßen, war Agostino im Skull erfolgreich.

## Erfolge
Alle Medaillen wurden von Carmine und Giuseppe Abbagnale sowie Giuseppe Di Capua gemeinsam gewonnen. 

### Olympische Spiele
- 1984 Gold
- 1988 Gold
- 1992 Silber

### Weltmeisterschaften
- 1981 Gold
- 1982 Gold
- 1983 Bronze
- 1985 Gold
- 1986 Silber
- 1987 Gold
- 1989 Gold
- 1990 Gold
- 1991 Gold
- 1993 Silber
- 1994 Silber

## Auszeichnungen
- 1981, 1984, 1988, 1991: Weltmannschaft des Jahres bei der Wahl der Gazzetta dello Sport (gemeinsam mit Giuseppe Abbagnale und Giuseppe Di Capua)